# Твердість за Шором (метод втискання)

Схеми випробувань на твердість за методом Шора

Тве́рдість за Шо́ром — один з методів вимірювання твердості матеріалів втисненням за допомогою дюрометрів двох типів: дюрометра типу А, що застосовується для випробування м'яких пластмас, і дюрометра типу D, що застосовується для випробування твердіших пластмас. Метод базується на вимірюванні глибини початкового втискання, глибини втискання після заданих періодів часу або і те й інше разом. 
Метод є емпіричним випробуванням. Не існує простих точних залежностей між твердістю, яка визначається за допомогою даного методу, і будь-якою фундаментальною властивістю випробуваного матеріалу.

## Використання
Переважно використовується для вимірювання твердості низькомодульних матеріалів, зазвичай — полімерів: пластмас, каучуків і продуктів їх вулканізації (гума, ебоніт). Метод регламентується ГОСТ 24621-91 (ISO 868-85), ISO 7619-1:2010 DIN 53505, ASTM D2240
Метод відрізняється порівняно великим розсіюванням значень результатів вимірювань, але зручний своєю простотою (у тому числі конструкцією вимірювального приладу) і оперативністю проведення вимірювань, дозволяючи проводити їх, у тому числі на готових виробах, великогабаритних деталях і криволінійних поверхнях досить великих радіусів. Через що набув поширення у виробничій практиці.

## Історичні дані
Метод і шкала були запропоновані Альбертом Ф. Шором у 1920-их роках. Він же розробив відповідний вимірювальний прилад, що отримав назву «дюрометр». Слід відрізняти дюрометр від склероскопа — приладу для вимірювання твердості за принципово іншим методом вимірювання твердості за Шором методом відскоку.

## Принцип і шкали вимірювання
При визначенні твердості за цим методом вимірюється глибина втиснення в матеріал певного індентора під дією сили в заданих умовах. Всі шкали діляться на 100 поділок (умовних одиниць), при цьому більші значення відповідають твердішим матеріалам.
Твердість при втисненні обернено пропорційна до глибини втиснення і залежить від модуля пружності і в'язко-еластичних властивостей матеріалу. На отримані результати впливає форма індентора і прикладена до нього сила, тому між результатами, що отримані при випробуваннях дюрометрами різних типів чи іншими приладами для вимірювання твердості, немає прямої залежності.
Для вимірювання дюрометром Шора застосовується кілька шкал, що використовуються для матеріалів з різними властивостями. Дві найпоширеніших шкали — тип A і тип D. Шкала типу A призначена для більш м'яких матеріалів, у той час як D для твердіших. Рекомендується при отриманні за допомогою дюрометра типу А значень вищих за 90 одиниць випробування проводити дюрометром типу D, а при отриманні за допомогою дюрометра типу D значень менших за 20 одиниць випробування проводити за допомогою дюрометра типу А. 
Крім цього стандарт ASTM D2240 передбачає в цілому 12 шкал вимірювань, що використовуються в залежності від мети; розрізняють такі типи шкал A, B, C, D, DO, E, M, O, OO, OOO, OOO-S і R. 
| A  | 5  | 10 | 15 | 20 | 25 | 30 | 35 | 40 | 45 | 50 | 55 | 60 | 65 | 70 | 75 | 80 | 85 | 90 | 95 | 100 |
| B  |    |    |    | 6  | 12 | 17 | 22 | 27 | 32 | 37 | 42 | 47 | 51 | 56 | 62 | 66 | 71 | 76 | 81 | 85  |
| C  |    |    |    |    |    | 9  | 12 | 14 | 17 | 20 | 24 | 28 | 32 | 37 | 42 | 47 | 52 | 59 | 70 | 77  |
| D  |    |    |    |    |    | 6  | 7  | 8  | 10 | 12 | 14 | 16 | 19 | 22 | 25 | 29 | 33 | 39 | 46 | 58  |
| O  | 8  | 14 | 21 | 28 | 35 | 42 | 48 | 53 | 57 | 61 | 65 | 69 | 72 | 75 | 79 | 84 |    |    |    |     |
| OO | 45 | 55 | 62 | 70 | 76 | 80 | 83 | 86 | 88 | 90 | 91 | 93 | 94 | 95 | 97 | 98 |    |    |    |     |

## Твердість за Шором деяких матеріалів

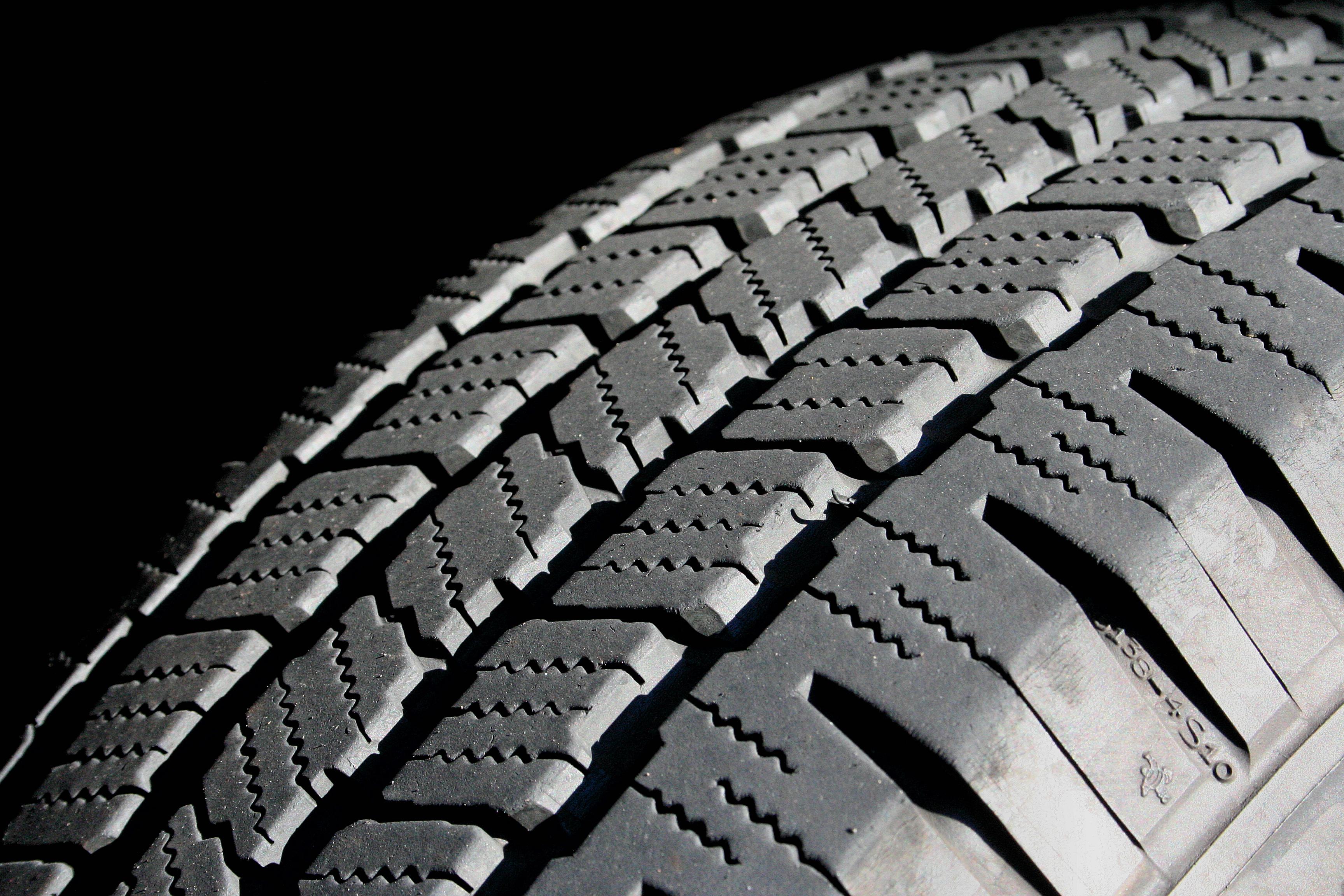
Твердість за Шором матеріалау протектора автомобільної шини зазвичай становить від 50A до 70A у залежності від її призначення

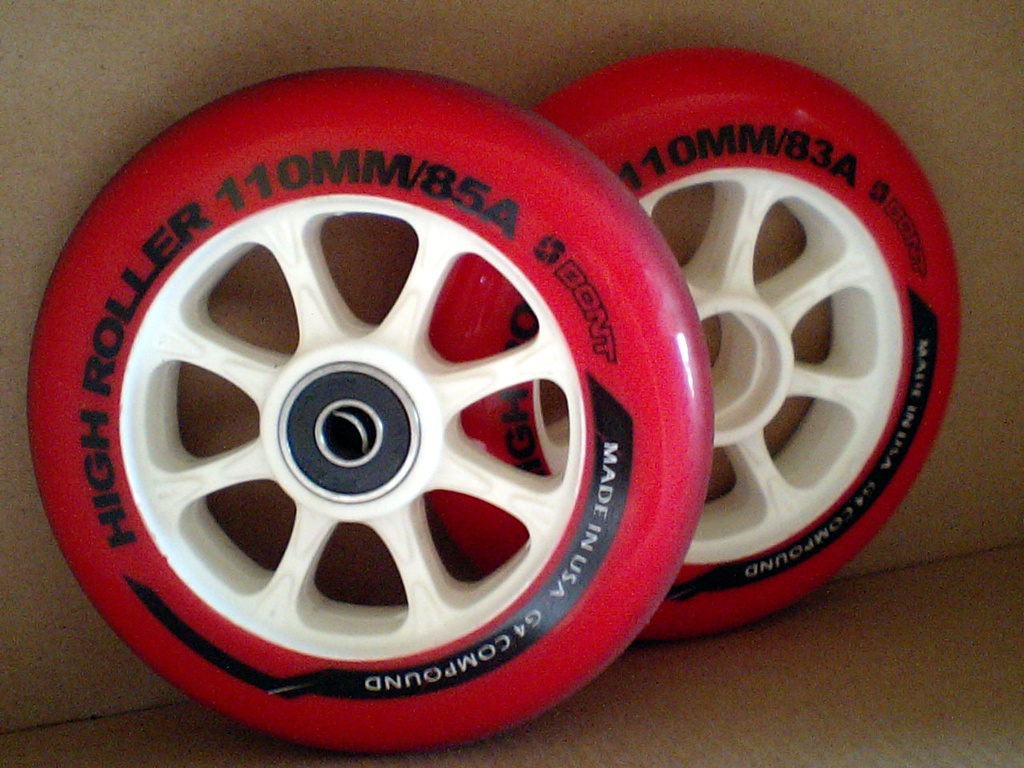
Колеса скейтборда з різною твердістю — 85A та 83A

| Матеріал, виріб                       | Твердість, од. Шора | Тип шкали |
| ------------------------------------- | ------------------- | --------- |
| Гелеве велосипедне сідло              | 15—30               | OO        |
| Жувальна гумка                        | 20                  | OO        |
| Віброгасний матеріал сорботан         | 40 (0)              | OO (A)    |
| Силіконовий герметик                  | 10—25               | A         |
| М'яка стиральна ґумка                 | 20                  | A         |
| Побутові ґумові кільця                | 25—30               | A         |
| Велосипедна камера                    | 30                  | A         |
| Бинт Мартенса (ґумовий)               | 30—35               | A         |
| Звичайна стиральна ґумка              | 50—55               | A         |
| Ущільнювач дверей                     | 55                  | A         |
| Леза склоочисника                     | 55—60               | A         |
| Автомобільна шина                     | 50—70               | A         |
| Мякі колеса скейтборда                | 75                  | A         |
| Гідравлічне кільцеве ущільнення       | 70—90               | A         |
| Гумовий корок для ванни               | 80—85               | A         |
| Суцільнолиті шини автонавантажувача   | 90—95               | A         |
| Жорсткі колеса скейтборда             | 98                  | A         |
| Ебоніт                                | 100                 | A         |
| Пластик промислового захисного шолома | 75                  | D         |
| М'яч для гольфу                       | 90                  | D         |